# Gatka (botanika)

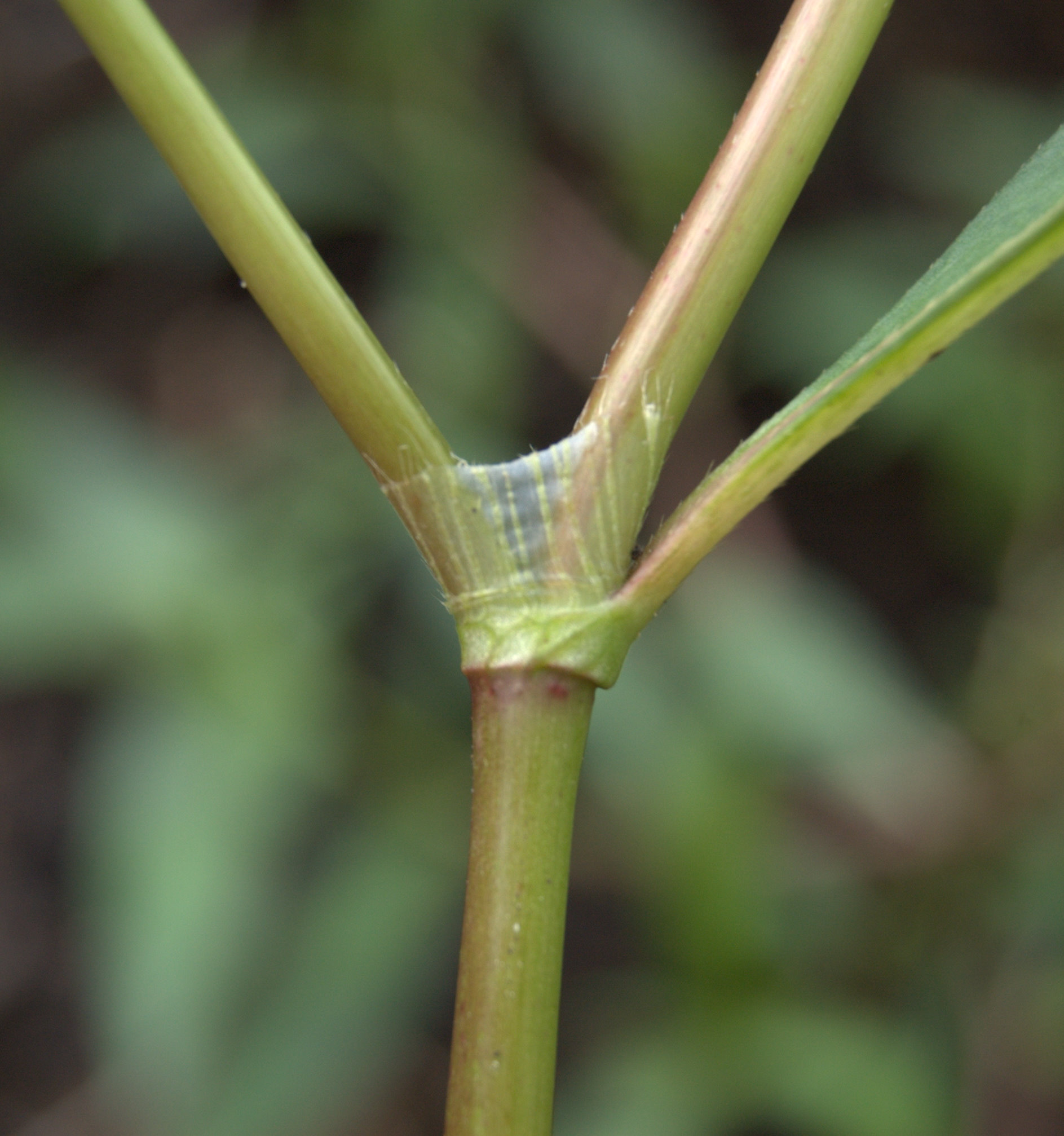
Gatka w węźle rdestu plamistego

Gatka (ochrea) – pochewka powstająca ze zrośniętych przylistków lub nasad liści u niektórych roślin. Gatka początkowo osłania wierzchołek pędu, po czym jest przebijana przez rosnący pęd i pozostaje w postaci skórzastej lub błoniastej rurki lub tutki u nasady liścia. Gatka jest charakterystyczna dla rodziny rdestowatych (Polygonaceae).
Budowa gatki, np. obecność lub brak na niej owłosienia, obecność i długość szczecinek na jej brzegu, jest cechą taksonomiczną wykorzystywaną do rozróżniania różnych gatunków np. z rodzaju rdest (Polygonum).